# Flûte, flûte et flûtes !
Flûte, flûte et flûtes ! est un recueil de nouvelles de science-fiction d'Isaac Asimov composé à partir du recueil original anglais Buy Jupiter and Other Stories paru en 1975 et qui rassemble dix courtes nouvelles déjà publiées précédemment dans des magazines de science-fiction, des fanzines ou des anthologies. Ce recueil a été découpé en France en deux parties : Flûte, flûte et flûtes ! en est la première et a été publiée pour la première fois en 1977. Le second, intitulé Cher Jupiter, est sorti la même année.
En 2017, les éditions Gallimard rééditent dans la collection Folio SF le recueil original en un seul volume sous le titre Cher Jupiter.

## Nouvelles
- Le Billard darwinien ((en) Darwinian Pool Room, 1950)
- Le Jour des chasseurs ((en) Days of the Hunters, 1950)
- Shah Guido G. ((en) Shah Guido G., 1951)
- Flûte, flûte et flûtes ! ((en) Button, Button, 1953)
- Le Doigt du singe ((en) The Monkey's Finger, 1953)
- Everest ((en) Everest, 1953)
- La Pause ((en) The Pause, 1954)
- Il vaut mieux pas ((en) Let's Not, 1954)
- Tous des explorateurs ((en) Each an Explorer, 1956)
- Blanc ! ((en) Blank!, 1957)

## La main d'Asimov
Ce recueil a la particularité d'être préfacé par Asimov lui-même, et chaque nouvelle est précédée et suivie d'un petit texte expliquant le contexte d'écriture de la nouvelle et d'autres éléments significatifs de la vie d'Asimov par lui-même.